# Bernardo (osebno ime)
Bernardo je moško osebno ime.

## Izvor imena
Ime Bernardo je različica moškega osebnega imena Bernard.

## Pogostost imena
Po podatkih Statističnega urada Republike Slovenije je bilo na dan 31. decembra 2007 v Sloveniji število moških oseb z imenom Bernardo: 18.

## Osebni praznik
Osebe z imenom Bernardo lohko godujejo skupaj z Bernardi.